# Route nationale 15 (Vietnam)
Pour les articles homonymes, voir Route nationale 15.
La route nationale 15 (vietnamien : Quốc lộ 15) ou route nationale 15A (vietnamien : Quốc lộ 15A), sigle QL.15) est une route nationale au Viêt Nam.

## Parcours
La route nationale 15 part de Tòng Đậu (Hòa Bình) et va jusqu'à la ville de Cam Lộ (Province de Quảng Trị) en passant par les provinces: Thanh Hoa, Nghệ An, Hà Tĩnh et Quảng Bình.
Si la  relie les villes de province, la route nationale 15 fonctionne presque parallèlement à la  et relie les villes de montagne suivantes : Mai Châu, Quan Hóa, Lang Chánh, Ngọc Lặc, Thọ Xuân, Như Xuân, Tân Kỳ, Đô Lương, Nam Đàn, Đức Thọ, Hương Khê, Bố Trạch, Lệ Thủy, Vĩnh Linh, Cam Lộ.